# Friedrich von Brandenburg-Schwedt
Markgraf Friedrich von Brandenburg-Schwedt (* 13. August 1710; † 10. April 1741 in Mollwitz) war der zweite Sohn des Markgrafen Albrecht Friedrich von Brandenburg-Schwedt und dessen Frau Maria Dorothea von Kurland (1684–1743).

## Leben
Er ging zunächst in holländische Dienste und wurde dann Oberst der königlichen Garde zu Pferde. Ab 1737 war er Ritter des Johanniterordens. Er war 1741 Oberst und Kommandeur des Regiments Markgraf Karl in der Schlacht bei Mollwitz, wo er auch gefallen ist.
Sein Name findet sich auch auf Reiterstandbild Friedrichs des Großen in Berlin.